# Moravany
Moravany és un poble i municipi d'Eslovàquia. Es troba a la regió de Košice, a l'est del país.

## Història
La primera referència escrita de la vila data del 1260.

## Demografia
| Godina             | 1994 | 2004   | 2014   | 2024   |
| ------------------ | ---- | ------ | ------ | ------ |
| Nombre de persones | 1051 | 1040   | 1047   | 1034   |
| Diferència         |      | −1,04% | +0,67% | −1,24% |

| Godina             | 2023 | 2024   |
| ------------------ | ---- | ------ |
| Nombre de persones | 1025 | 1034   |
| Diferència         |      | +0,87% |